# Luca Scinto
Luca Scinto es un exciclista italiano, nació el 28 de enero de 1968 en Fucecchio, Italia. Actualmente es director deportivo del equipo italiano de categoría Profesional Continental el Wilier Triestina-Selle Italia

## Biografía
Fue profesional de 1994 a 2002 y ganó la segunda edición del Tour de Langkawi en 1997. Fue un gran gregario y participó en cuatro campeonatos del mundo donde ayudó a ganar a Mario Cipollini el título del 2002 en Zolder. Puso fin a su carrera deportiva al acabar la temporada 2002.
En 2008 se convirtió en director deportivo del equipo Danieli Cycling Team y desde 2009 hasta la actualidad dirige el equipo Vini Fantini-Selle Italia.

## Palmarés
1993
- Gran Premio Industria y Commercio Artigianato Carnaghese

1995
- Gran Premio Ciudad de Camaiore
- Tour de Berna
- 3.º en el Campeonato de Italia contrarreloj

1997
- Tour de Langkawi, más 1 etapa

1999
- Giro de Toscana

2000
- 1 etapa de la Uniqa Classic

## Resultados en las grandes vueltas
| Carrera         | 1994 | 1995 | 1996 | 1997  | 1998 | 1999 | 2000 | 2001  | 2002 |
| --------------- | ---- | ---- | ---- | ----- | ---- | ---- | ---- | ----- | ---- |
| Giro de Italia  | 86.º | -    | -    | -     | Ab.  | -    | -    | 109.º | -    |
| Tour de Francia | -    | -    | -    | 120.º | -    | -    | -    | -     | -    |
| Vuelta a España | -    | -    | -    | -     | -    | -    | -    | -     | -    |
| Mundial en Ruta | -    | -    | -    | 72.º  | 42.º | -    | 39.º | -     | 78.º |